# Тотія
Тотія (рум. Totia) — село у повіті Хунедоара в Румунії. Входить до складу комуни Беча.
Село розташоване на відстані 283 км на північний захід від Бухареста, 12 км на південний схід від Деви, 115 км на південь від Клуж-Напоки, 141 км на схід від Тімішоари.

## Населення
За даними перепису населення 2002 року у селі проживали 100 осіб, з них 99 осіб (99,0%) румунів. Усі жителі села рідною мовою назвали румунську.